# Hussein Mehmedov
Hussein Mehmedov (né le 25 janvier 1924 et mort le 9 mars 2014) est un lutteur bulgare, d'origine turque, spécialiste de la lutte libre ayant participé aux Jeux olympiques d'été de 1956. Il remporte lors de cette compétition la médaille d'argent.

## Palmarès

### Jeux olympiques
- Jeux olympiques de 1956 à Melbourne,  Australie
  -  Médaille d'argent.